# Bahamas nos Jogos Olímpicos de Verão de 1952
As Bahamas competiram nos Jogos Olímpicos de Verão pela primeira vez nos Jogos Olímpicos de Verão de 1952 em Helsinque, Finlândia.